# Paulinus van Pella
Paulinus van Pella (Latijn: Paulinus Pellensis) (Pella 376 - Bordeaux 459) was een Gallo-Romeinse grootgrondbezitter in Bordeaux en dichter. Hij was politiek actief in dienst van de Germaanse bezetters Wisigoten en Alanen in Romeins Zuidwest-Gallië. Alles wat we weten over zijn leven komt uit zijn autobiografisch gedicht Eucharisticos.

## Familie
Paulinus was afkomstig uit een politiek actieve familie van grootgrondbezitters in Bordeaux. De ouderlijke villa bevond zich in Bazas, bij Bordeaux. Zijn grootvader was consul Ausonius en een grote Latijnse dichter. Paulinus werd geboren in Macedonië, in de door de Romeinen verwoeste (en heropgebouwde) stad Pella. Zijn vader was in dienst van de Romeinse keizer en gestationeerd in Pella. Mogelijks bezat de familie van Paulinus' moeder talrijke gronden in Macedonië. Alleszins werd Paulinus in het Grieks opgevoed. Eén jaar oud verhuisde Paulinus naar Carthago, waar zijn vader proconsul van de provincie Africa werd.

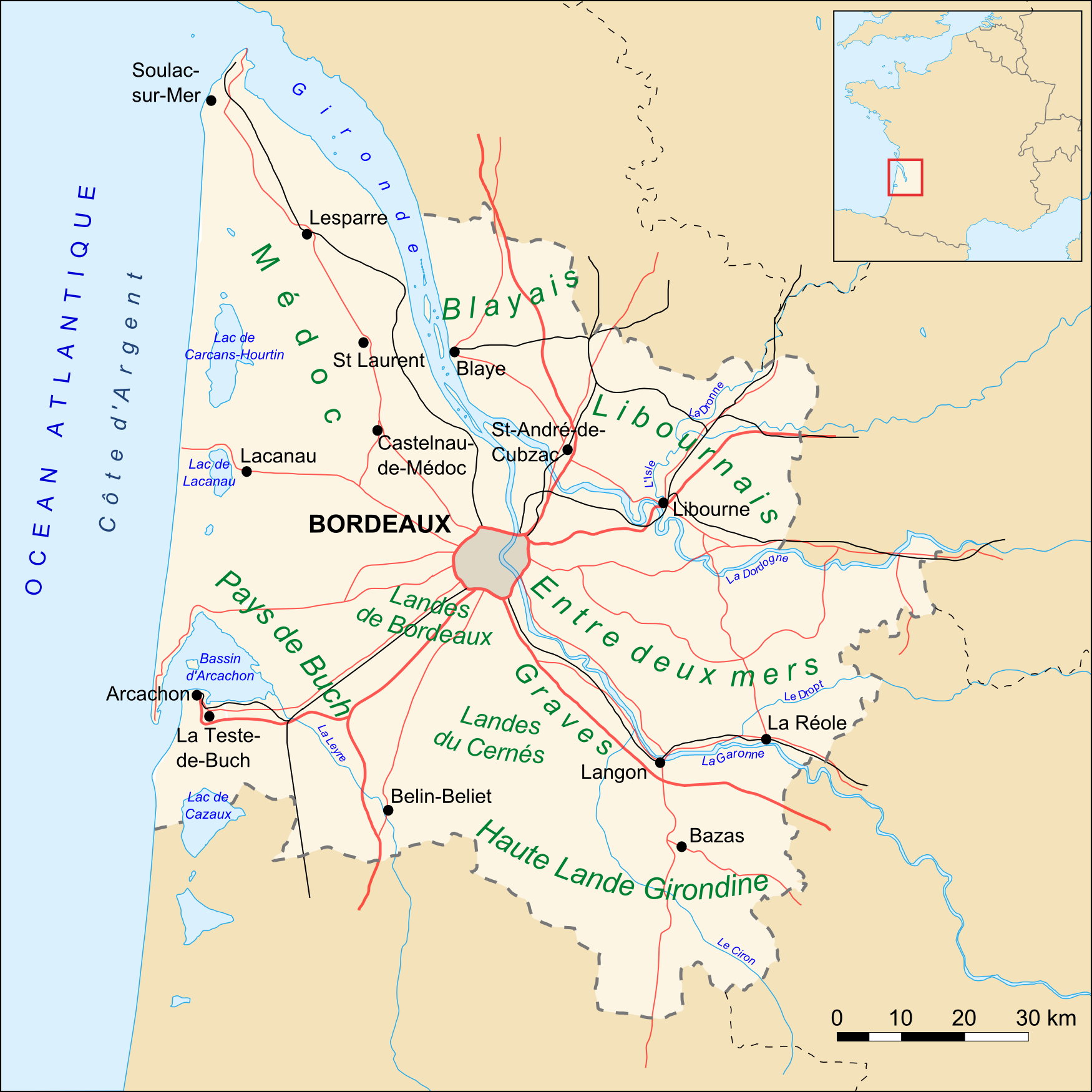
Bazas ligt stroomopwaarts de rivier Garonne ten opzichte van Bordeaux

## Bazas
Als kleine jongen belandde Paulinus in Bazas, in het uitgestrekte landgoed van zijn voorouders. Hij groeide er op in luxe en leerde er Latijn. Ondanks de druk van zijn ouders gaf hij het studeren op en genoot vrij van het leven, zoals hij later schreef. Hij huwde, onder druk van zijn ouders, met een Gallo-Romeinse vrouw. Deze was ook afkomstig van grootgrondbezitters, wat het familievermogen belangrijk uitbreidde. Twee gebeurtenissen gooiden zijn leven meteen om: 1° de dood van zijn vader, wat Paulinus verplichtte beheerder te worden van het familiegoed en 2° de chaos die ontstond in Bordeaux door binnenvallende Wisigoten en Alanen. De boerderijen en wijngaarden van Paulinus werden voor een eerste maal geplunderd. Paulinus trad in dienst van tegenkeizer Attalus (ook een Romein van Griekse geboorte), die als marionet van de Wisigoten regeerde over delen van Gallië. Paulinus belandde in een hachelijke positie tussen de Gallo-Romeinse verdrukten en de Germaanse bezetters in Gallië. In 414 belegerden Wisigoten en Alanen de stad Bordeaux waar Gallo-Romeinen zich verschansten. Paulinus gaat er prat op, in zijn Eucharisticos, dat hij de bestorming van de stad kon afwenden door specifiek met de Alanen te onderhandelen. Mogelijks onderhandelde Paulinus met hun koning Goar of met een commandant van Goar. Dit dreef een wig in de alliantie tussen de twee volkeren Wisigoten en Alanen. De Alanen spaarden weliswaar Bordeaux maar de Wisigoten trokken plunderend verder, richting Romeins Spanje. De landerijen en villa's van de familie van Paulinus werden verwoest en Paulinus viel zonder inkomen. Paulinus beschrijft daarnaast bendes van jonge Galliërs, van slaven en zelfs van zijn eigen broer die lelijk huis hielden in zijn landerijen. Hij en zijn familie vielen zonder inkomen. Paulinus verkocht een aantal landerijen uit noodzaak.

## Armoede
Paulinus verpauperde. Zijn familieleden stierven. Hij geraakte op de dool en vestigde zich in Marseille, waar hij een klein optrekje bezat. Hij leefde er bescheiden en liet zich christelijk dopen. Mogelijks leefde hij er als bedelmonnik. Hij vond er de tijd om Eucharisticos te schrijven als een bezinning over zijn leven. Hij bundelde geschriften van zijn grootvader Ausonius. Hij stierf op hoge leeftijd van 85 jaar in Bordeaux.

## Werken
Paulinus schreef in het Latijn, waarvoor hij zich haast verontschuldigt omdat Latijn niet zijn moedertaal is. Twee werken van hem zijn bewaard:
- Oratio. Paulinus schreef dit smeekgebed bestaande uit 19 hexameters in zijn jonge jaren.
- Eucharisticos, voluit Eucharisticos Deo sub Ephemeridis meae Textu[10]. Dit gedicht schreef hij aan de leeftijd van 50 à 60 jaar oud. Het is een autobiografie uitgeschreven in 600 hexameters. Het gedicht is opgevat als een dagboek van zijn leven en valt uiteen in 2 delen: zijn leven in rijkdom en genot alsook de periode waarin hij alles en iedereen verloor en tegelijkertijd het geloof in God vond[11]. Een autobiografie in dichtvorm was ongebruikelijk in Gallië maar niet in Griekenland. Het taalgebruik van Paulinus is eenvoudig (weinig samengestelde werkwoorden bijvoorbeeld) en hij gebruikte Griekse leenwoorden (bijvoorbeeld 'hebdomas' voor week). Verder is zijn stijl beïnvloed door zijn grootvader Ausonius. Historisch blijft het een bron van informatie over het leven tijdens de Germaanse invallen in Gallië in de 5e eeuw.